# Trubiž
Trubiž (ukrajinsky Трубіж) je řeka v Kyjevské oblasti na Ukrajině, levý přítok Dněpru. Je 113 km dlouhá. Povodí má rozlohu 4700 km².

## Průběh toku
Protéká Podněprskou nížinou a ústí do Kaněvské přehrady. Koryto je regulováno s výjimkou úseku při ústí. Zdroj vody je převážně sněhový. Leží na ní město Perejaslav.

## Vodní režim
Průměrný průtok ve vzdálenosti 12 km od ústí je 3,7 m³/s. Zamrzá v listopadu až na začátku ledna a rozmrzá v březnu až v polovině dubna. Na 24 až 83 dní vysychá.